# 日本マウンテンバイク協会
日本マウンテンバイク協会（にほんマウンテンバイクきょうかい）は、日本におけるマウンテンバイクの協会である。、日本レクリエーション協会、に加盟している。

## 沿革
- 1987年 - 設立
- 1999年 - 国際マウンテンバイク協会に加盟

## 大会
- 全日本マウンテンバイク選手権大会